# La Quadra (przystanek kolejowy)
La Quadra (bas.: Quadrako geltokia) – przystanek kolejowy w Güeñes, w prowincji Vizcaya, we wspólnocie autonomicznej Kraj Basków, w Hiszpanii. 
Jest obsługiwana przez pociągi wąskotorowe FEVE.

## Linie kolejowe
- Linia Bilbao – Santander[1]